# Norbert Pardi
Norbert Pardi (geboren am 19. Februar 1981) ist ein ungarischer Biochemiker und Wissenschaftler, der für seine Beiträge zur Forschung an der mRNA-Technologie bekannt ist. Er ist derzeit Professor der Mikrobiologie an der Perelmann School of Medicine an der Universität von Pennsylvania. Pardi gilt als einer der Pioniere der Entwicklung der mRNA-basierten Impfung, unter anderem gegen Covid und Influenza. Er erforscht insbesondere die Wirkungsmechanismen von mRNA.

## Leben und Ausbildung
Norbert Pardi wuchs in der ungarischen Kleinstadt Kisújszállás auf. Er absolvierte an der Universität Szeged einen MSc und PhD in Biochemie und Genetik, bevor er 2011 aus Ungarn in die USA auswanderte, um an der Universität von Pennsylvania zu forschen.

## Karriere
An der Universität von Pennsylvania begann Pardi seine Laufbahn als Postdoktorand. Seine Arbeit fokussierte sich zuerst vornehmlich auf Wege zur Verabreichung von nukleosidmodifizierter mRNA in vivo, um mRNA-basierte Impfstoffe und Therapeutika zu entwickeln. Während dieser Zeit wurde er von den beiden späteren Nobelpreisträgern Katalin Karikó und Drew Weissman betreut und publizierte mehrere Schlüsselpublikationen, die zur Weiterentwicklung der mRNA-Impfstofftechnologie beitrugen. Im Jahr 2019 wurde Pardi zum Forschung-Assistenzprofessor ernannt. Zwei Jahre später wurde er regulärer Assistenzprofessor. Im Jahr 2024 erhielt er eine volle Professur für Mikrobiologie an der Universität von Pennsylvania. Pardi hat über 16.000 Zitationen und einen h-Index von 54.

## Auszeichnungen und Patente
Norbert Pardi wurde mit mehreren Preisen ausgezeichnet.
Im Jahr 2017 erhielt er den Postdoctoral Student Award des Duke Centers für HIV/AIDS Vaccine Immunology and Immunogen Discovery (CHAV-ID).
Drei Jahre später im Jahr 2020 gewann er den 2020 Young Investigator Award der Europäischen Gesellschaft für Mikrobiologie und Infektionskrankheiten (ESCMID).
2021 wurde Pardi mit dem Dennis Gabor-Erfinderpreis geehrt. Gleich darauf erhielt er auch den BIAL Award für Biomedizin als Hauptautor der ausgezeichneten Publikation.
Pardi war an der Erfindung von 16 Technologien beteiligt, die schlussendlich zu Patenten führten. Darunter eine nukleosidmodifizierte RNA fürs Induzieren einer Immunantwort gegen das Zika-Virus und eine Influenza-Virus-Hemagglutinin-basierte mRNA-Impfung.